# Nezak
Les huns nezak (moyen perse : 𐭭𐭩𐭰𐭪𐭩, nycky) ou Huns shahi étaient le dernier des quatre empires huns autour de l'Hindou Kouch, où ils étaient actifs dans les environs de 484 à 665.

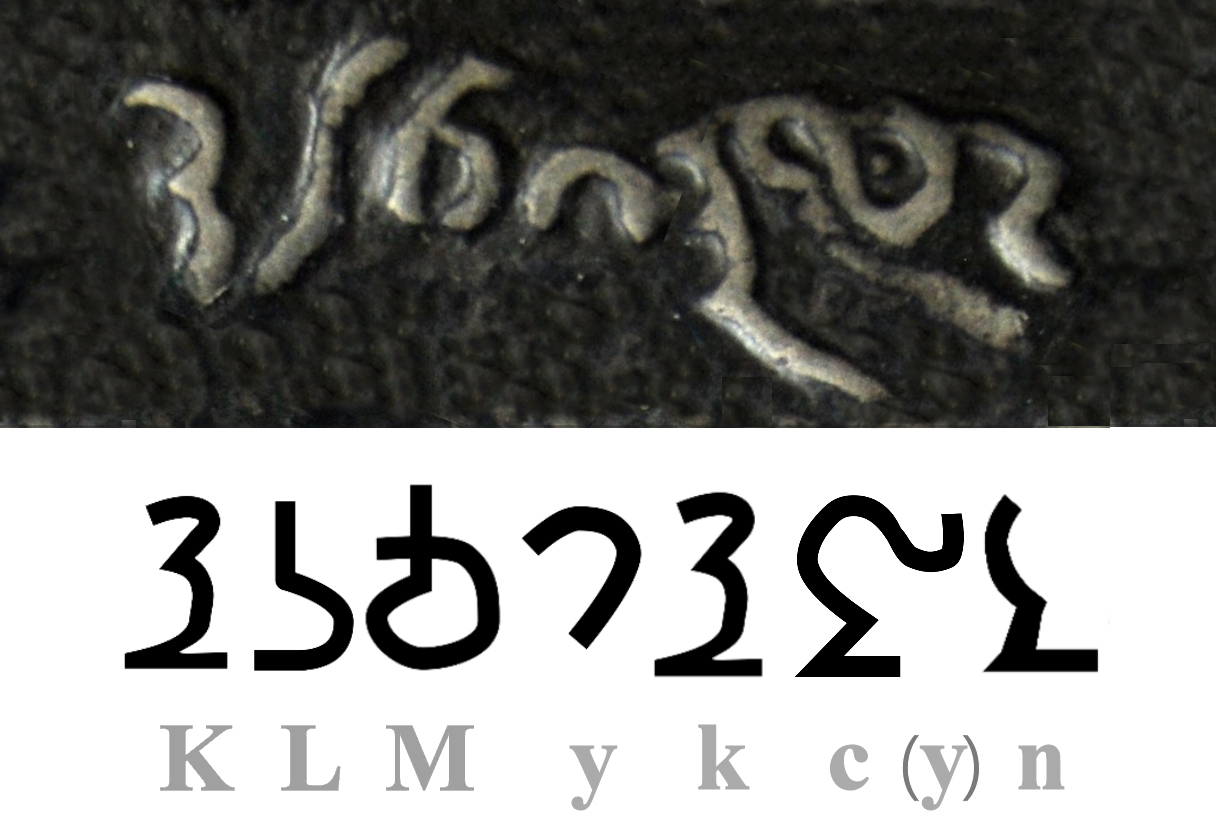
Inscription en moyen perse : roi des Nezaks (nycky MLK) écrit de droite à gauche).

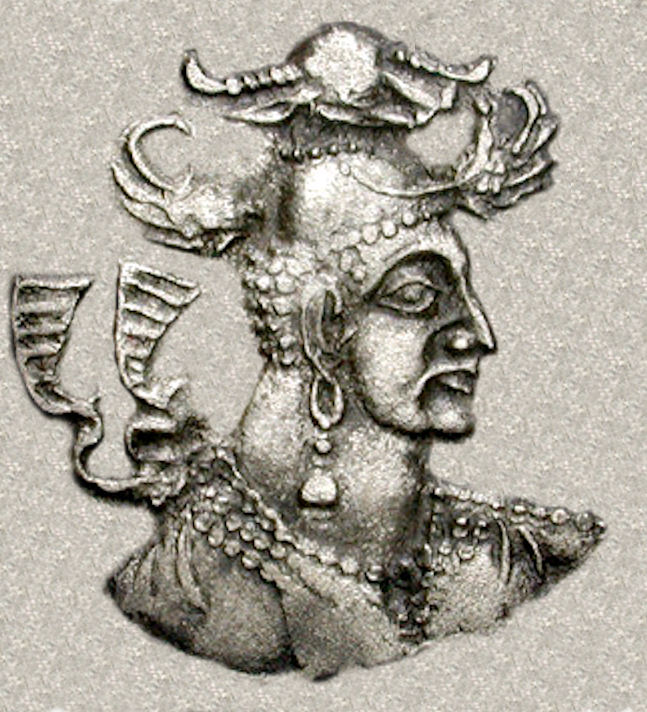
Monnaie d'un dirigeant nezak vers 460-560.